# Idioma kaláshmico
El idioma de Kalašma o kaláshmico es una lengua extinta de Anatolia hablada a finales de la Edad del Bronce en el estado de Kalašma, que se encontraba en la franja noroeste del Imperio hitita, probablemente en o alrededor de lo que hoy es la provincia turca de Bolu. La Universidad Julio Maximiliano de Wurzburgo anunció el descubrimiento del idioma de Kalašma en 2023, basándose en una tablilla de arcilla excavada en Hattusa, la capital hitita. La tablilla, escrita en escritura cuneiforme hitita. Es uno de los muchos que registran rituales de los pueblos súbditos y vecinos del imperio. En el momento en que se anunció su descubrimiento, el texto en sí no había sido descifrado. La categorización del kalašma dentro de Anatolia no está clara; es probable que sea miembro de la rama Luwic.

## Historia
Los arqueólogos hallaron el kalášmico escondido entre un texto ritual escrito en hitita, que escondía en su interior una recitación en kalášmico. Dado lo reciente que es el hallazgo de esta lengua, se está tratando de descifrar.
Se cree que podría haber sido hablado por los habitantes de Kalašma ya que se refieren a este idioma como la lengua de la tierra de Kalašma, una región situada en el extremo noroccidental del territorio hitita, en las proximidades de las actuales Bolu o Gerede. Además, Según Rieken, a pesar de su proximidad geográfica a la zona donde se hablaba el idioma palaico, el texto parece compartir más rasgos con el luvita.
Este idioma fue un hallazgo resultado de las campañas arqueológicas anuales dirigidas por el actual director del yacimiento el profesor Andreas Schachner, del Departamento de Estambul del Instituto Arqueológico Alemán.

Los hititas estaban especialmente interesados en registrar rituales en lenguas extranjeras.

afirmó en un comunicado de prensa Daniel Schwemer, director de la Cátedra de Estudios del Antiguo Cercano Oriente en la Universidad Julius-Maximilians-Universität Würzburg.
El idioma sigue siendo en gran medida incomprensible. Sin embargo, la profesora Elisabeth Rieken de la Universidad Philipps de Marburg, Alemania, especialista en lenguas anatolias, ha confirmado que el kalašmico pertenece a la familia de lenguas indoeuropeas.